# Southern Cross (Australie-Occidentale)
Pour les articles homonymes, voir Southern Cross.
Southern Cross (/ˈsʌðən kɹɒs/) est une ville australienne située en Australie-Occidentale, dans le comté de Yilgarn dont elle est le centre administratif.
Elle a été fondée en 1888 par des prospecteurs d'or.
La ligne de train Indian Pacific y passe.
La population est de 771 habitants en 2006.

## Personnalités
- L’aviatrice Chubbie Miller y est née en 1902.
- L’acteur Cody Fern y est né en 1988.